# ワルドゥン・ユソフ
ワルドゥン・ユソフ（マレー語: Wardun Yussof、1981年9月14日 - ）は、ブルネイの元サッカー選手。元ブルネイ代表。現役時代のポジションはGK。

## クラブ歴
ブルネイFAでプロデビュー。ユース時代を過ごしたウィジャヤFCに移籍した後に、同国唯一のプロサッカーチーム、ブルネイDPMM FCに2006年に移籍、現在まで所属している。
2010年にはマイラFCにレンタル移籍し同チームの主将となった。これはブルネイサッカー協会が2年間の活動停止処分を国際サッカー連盟より命じられた事による物であった。2011年のブルネイ・リーグカップの準決勝ではペナルティキックから得点を果たした。そしてこの大会で同チームは優勝を果たした。
その後は活動再開したブルネイDPMM FCで活動した。

## 代表歴
代表デビューは2002 FIFAワールドカップ・アジア予選のイエメン代表戦である。この試合は0-1で敗北したものの、この失点はスターティングメンバーであった彼が交代して以降の事であり、彼は初戦を無失点で抑えた。同年には更に3試合に出場している。
次に出場した大会は2008 AFFスズキカップの予選であり、この時のブルネイ代表は全員がブルネイDPMM FCのメンバーで構成されていた。ゴールキーパーの座はアズマン・イルハム・ノールと分け合う形での出場となった。
また、ブルネイ代表がワールドカップ予選で初勝利を挙げた2015年3月12日の台湾代表戦ではゴールキーパーとして同国初の快挙達成に貢献した。

## タイトル

### クラブ
ブルネイDPMM FC
- シンガポール・リーグカップ (3): 2009, 2012, 2014
- Sリーグ (2): 2015, 2019

マイラFC
- ブルネイ・リーグカップ: 2011